# Заган паша
Заган паша или Заганос паша е османски лала (учител) на Мехмед II, политик, държавник и първият велик везир на Османската империя назначен за такъв след превземането на Константинопол (1453). Заган паша е инициатор на новата балканска политика на Османската империя довела до битката при Варна и завършила с превземането на Константинопол, сменяйки предпазливия генерален курс на османските завоевания по време на управлението на великите везири Чандарлъ.

## Живот
Сведенията за произхода на Заган са противоречиви. Първите сигурни такива го намират ага на еничарите в Одрин, където е и лала, т.е. учител на бъдещия султан Мехмед II. Според непотвърдени сведения е мъж на Фатиме хатун, дъщеря на Мурад II, от която една постъпила в харема на Мехмед II, а другата – в харема на Вели Махмуд паша.
След като Мурад II се завръща на престола за да отблъсне кръстоносците, Заган паша изпада в немилост заедно с ученика си. Мехмед е изпратен в изгнание в Маниса, а Заган паша – в Балъкесир. След смъртта на Мурад II, Заган паша бил незабавно назначен за втори везир и като такъв поставен начело на еничарския корпус като ага. На 15 април 1452 г. по негово разпореждане и ръководство започва строежа на Румели Хисар. След превземането на Константинопол и смъртта на стария велик везир, Заган паша става първият велик везир назначен за такъв на Османската империя в Константинопол. Свален е от поста след неуспешната обсада на Белград три години по-късно.
Последните години от живота си Заган паша прекарва сравнително спокойно. За кратко е върнат на служба през 1459 година, когато е поставен начело на османската флота действаща срещу деспотство Морея. Умира в Балъкесир и е погребан в тюрбе в джамията, която сам изградил и днес носи неговото име.